# Balionycteris
Balionycteris is een geslacht van zoogdieren uit de familie van de vleerhonden (Pteropodidae). De wetenschappelijke naam van het geslacht werd in 1899 gepubliceerd door Paul Matschie. 

## Soorten
Er worden twee soorten in dit geslacht geplaatst:
- Balionycteris maculata (O. Thomas, 1893)
- Balionycteris seimundi Kloss, 1921

Acerodon · Aethalops · Alionycteris · Aproteles · Balionycteris · Casinycteris · Chironax · Cynopterus · Desmalopex · Dobsonia · Dyacopterus · Eidolon · Eonycteris · Epomophorus · Epomops · Haplonycteris · Harpyionycteris · Hypsignathus · Latidens · Lissonycteris · Macroglossus · Megaloglossus · Melonycteris · Micropteropus · Mirimiri · Myonycteris · Nanonycteris · Neopteryx · Notopteris · Nyctimene · Otopteropus · Paranyctimene · Penthetor · Plerotes · Ptenochirus · Pteralopex · Pteropus · Rousettus · Scotonycteris · Sphaerias · Styloctenium · Syconycteris · Thoopterus